# Columbia (Luisiana)
Columbia es un pueblo ubicado en la parroquia de Caldwell en el estado estadounidense de Luisiana. En el Censo de 2010 tenía una población de 390 habitantes y una densidad poblacional de 195,56 personas por km².

## Geografía
Columbia se encuentra ubicado en las coordenadas 32°6′8″N 92°4′35″O / 32.10222, -92.07639. Según la Oficina del Censo de los Estados Unidos, Columbia tiene una superficie total de 1.99 km², de la cual 1.96 km² corresponden a tierra firme y (1.69%) 0.03 km² es agua.

## Demografía
Según el censo de 2010, había 390 personas residiendo en Columbia. La densidad de población era de 195,56 hab./km². De los 390 habitantes, Columbia estaba compuesto por el 66.41% blancos, el 32.82% eran afroamericanos, el 0% eran amerindios, el 0% eran asiáticos, el 0% eran isleños del Pacífico, el 0% eran de otras razas y el 0.77% pertenecían a dos o más razas. Del total de la población el 3.85% eran hispanos o latinos de cualquier raza.